# Jean Cuisenier
Ne doit pas être confondu avec Jeanne Cuisinier.
Jean Cuisenier, né à Paris le 9 février 1927 et mort le 23 juin 2017, au Chesnay (Yvelines), est professeur de philosophie, ethnologue français, spécialiste de l'ethnologie française, de l'ethnologie européenne notamment de la Roumanie, des arts et traditions populaires, et plus particulièrement de l'architecture rurale.
Conservateur en chef pendant vingt ans (1968-1987) du musée national des arts et traditions populaires de Paris et directeur du Centre d'ethnologie française au CNRS, il a dirigé la publication du corpus de l'architecture rurale française. Il a dirigé également la revue Ethnologie française.

## Biographie
Fils d'André Cuisenier, Jean Cuisenier naît à Paris le 9 février 1927. Il fait ses études jusqu’en khâgne au lycée Louis-le-Grand, puis à la Sorbonne. Il les conclut par l'agrégation de philosophie en 1954.
Il donne des cours de philosophie de 1950 à 1954 au lycée de Caen. Détaché auprès de l'Institut des hautes études à Carthage en Tunisie de 1954 à 1959, il s’oriente vers l’anthropologie sous l’impulsion de Raymond Aron et de Claude Lévi-Strauss. Nommé à la Sorbonne de 1959 à 1968 comme assistant de Raymond Aron, il est chargé du domaine méditerranéen au sein du Centre de sociologie européenne.
En 1968, il est nommé directeur du Centre d’ethnologie française et conservateur en chef du musée national des Arts et Traditions populaires.
Après avoir soutenu en 1971 sa thèse d’État, Économie et parenté, leurs affinités de structure dans le domaine turc et dans le domaine arabe (conduite sous la direction de Raymond Aron), il concentre une partie de ses recherches sur les traditions populaires de l’Europe centrale et orientale. La Bulgarie et la Roumanie deviennent ses terrains privilégiés avec, notamment, trois publications importantes, Le feu vivant : la parenté et ses rituels dans les Carpates (1994), Les noces de Marko : le rite et le mythe en pays bulgare (1998), et Mémoire des Carpathes, la Roumanie millénaire, un regard intérieur (2000).
Il mène de nombreuses recherches de terrain en Tunisie, en Turquie et dans les pays balkaniques (Roumanie, Bulgarie, Grèce, Macédoine).
De 1968 à 1979, il a également été professeur à l’École du Louvre, titulaire de la chaire d’ « Ethnographie française » , et, de 1976 à 1978, chargé du cours consacré au « Patrimoine régional ».
Dans le cadre de l’École du patrimoine, alors département de l’École du Louvre, il a dirigé, de 1990 à 1994, le séminaire d’« Études et travaux » destiné aux jeunes conservateurs du patrimoine et la collection de recueils, témoins de cet enseignement.
En 1999 et en 2000, après cinquante ans de recherches et de navigation en Méditerranée, il dirige deux expéditions pour proposer une nouvelle interprétation de l'Odyssée d'Homère.

### Vie privée
Il est l'époux de Solange Cuisenier, née Moreau.

## Le Corpus de l'architecture rurale française
Au titre des réalisations de Jean Cuisenier, il faut citer le grand chantier du Corpus de l’architecture rurale française, élaboré à partir des relevés inexploités, conservés au musée national des arts et traditions populaires, provenant de l’enquête d’architecture rurale réalisée entre 1942 et 1945 sous le régime de Vichy. La collection, forte de vingt-trois volumes, constitue un monument ethnologique sur les pratiques architecturales de la plupart des régions françaises,.
Ont été publiés les volumes suivants :
- Henri Raulin, volume Dauphiné, Paris, Berger-Levrault, 1977
- Henri Raulin, volume Savoie, Paris, Berger-Levrault, 1977
- Claude Royer, volume Franche-Comté, Berger-Levrault, Paris, 1977
- Henri Raulin, Georges Ravis-Giordani, volume Corse, Berger-Levrault, Paris, 1978
- Marie-Noëlle Denis, Marie-Claude Groshens, volume Alsace, Paris, Berger-Levrault, 1978
- Claude Royer, volume Lyonnais, Paris, Berger-Levrault, 1979
- Claude Rivals, volume Midi toulousain et pyrénéen, Paris, Berger-Levrault, 1979
- Richard Bucaille et Laurent Lévi-Strauss, volume Bourgogne, Paris, Berger-Levrault, 1980
- Claude Gérard, volume Lorraine, Paris, Berger-Levrault, 1981
- Suzanne Jean, Poitou, pays charentais, Paris, Berger-Levrault, 1981
- Christian Bromberger, Jacques Lacroix, Henri Raulin, volume Provence, Paris, Berger-Levrault, 1981 (réédité en 1999 par les éditions A. Dié)
- Paul Raybaut, Michel Perréard, volume Comté de Nice, Paris, Berger-Levrault, 1982
- Jean Guibal, volume Bourbonnais, Nivernais, Paris, Berger-Levrault, 1982
- Christian Zarka, volume Berry, Paris, Berger-Levrault, 1983
- Pierre Bidart, Gérard Collomb, volume Pays aquitains, Paris, Berger-Levrault, 1984
- Max-André Brier, Pierre Brunet, volume Normandie, Paris, Berger-Levrault, 1984
- Daniel Le Couedic, Jean-René Trochet, volume Bretagne, Paris, Berger-Levrault, 1985
- Francine de Billy-Christian, Henri Raulin, volume Ile-de-France, Orléanais, Paris, Berger-Levrault, 1986
- Jean Cuisenier, Henri Raulin, François Calame, volume Nord, Pas-de-Calais, Lyon, La Manufacture, 1988
- François Calame, Robert Fossier, volume Picardie, Éditions A. Dié, 1992
- Jean Guibal, Henri Raulin, volume Languedoc-Roussillon, Éditions A. Dié, 1994
- Abel Poitrineau, volume Auvergne, A. Dié, 1999
- Claude Royer, volume Champagne, Ardenne, A. Dié, 2001

## Distinctions
Jean Cuisenier est officier de la Légion d’honneur (1989), membre étranger de l’Académie royale des sciences orales et politiques d’Espagne (2001), de l’Académie des sciences de Bulgarie (2001), docteur honoris causa de l’université de Bucarest (2005).

## Œuvres

### Ouvrages
- L'art populaire en France, Office du Livre, Fribourg, 1975
- Économie et parenté, leurs affinités de structure dans le domaine turc et dans le domaine arabe, Mouton, Paris-La Haye, 1975
- Récits et contes populaires de Normandie. I Le bocage normand, Gallimard, Paris-Lyon, 1979 - Prix Gustave-Le-Métais-Larivière
- (en collaboration avec Martine Segalen) Ethnologie de la France, coll. « Que sais-je ? », n° 2307), Paris, PUF, 1986 ; 2e éd. mise à jour, 1993.  (ISBN 2-13-045216-7)
- (en collaboration avec Marie-Chantal de Tricornot) Musée national des arts et traditions populaires : guide,  Ministère de la culture et de la communication, éditions de la Réunion des musées nationaux, mai 1987, 224 pages  (ISBN 2711820874).
- L'architecture rurale française, corpus des genres, des types et des variantes. Le Nord-Pas-de-Calais, avec Henri Raulin et François Calame, La Manufacture, Lyon, 1989
- Ethnologie de l'Europe, coll. « Que sais-je ? », Paris, PUF, 1990[9]
- La Maison rustique, logique sociale et composition architecturale, PUF, Paris, 1991
- Le Feu vivant. La parenté et ses rituels dans les Carpathes, PUF, Paris, 1994
- Précis de littérature européenne, PUF, "Précis", 1998
- Les noces de Marko, le rite et le mythe en pays bulgare, Plon, Paris, 1998
- Mémoires des Carpathes, Plon, Terres humaines, 2000
- Le Périple d'Ulysse, Fayard, Paris, 2003
- L’héritage de nos pères, un patrimoine pour demain ?, La Martinière, Paris, 2006
- Penser le rituel, PUF, Paris, 2006 - Prix Louis-Castex de l’Académie française en 2007

### Articles
- Le corpus de l'architecture rurale française. Esquisse pour une synthèse prochaine, dans Terrain, No 9, octobre 1987, pp. 92–99